# Es wird immer wieder Tag
Es wird immer wieder Tag (Originaltitel: The High and the Mighty) ist ein US-amerikanischer Katastrophenfilm des Regisseurs William A. Wellman aus dem Jahr 1954. Er basiert auf dem Roman Es wird immer wieder Tag (The High and the Mighty) von Ernest K. Gann, der auch das Drehbuch verfasste.

## Handlung
Ein Verkehrsflugzeug vom Typ Douglas DC-4 der (fiktiven) Fluggesellschaft Trans Orient Pacific (TOPAC) startet zu einem normalen Linienflug von Honolulu nach San Francisco. An Bord befinden sich die verschiedensten Passagiere mit ihren unterschiedlichen Ansichten und Problemen. Donald Flaherty, ein Wissenschaftler mit Gewissensbissen, der an der Atombombe mitgearbeitet hat; die reiche Lydia Rice wird von ihrem Ehemann Howard ausgenommen; Nell und Milo Buck sind auf ihrer Hochzeitsreise; Dorothy Chen ist aus Korea geflüchtet; die alternde Schönheit May Holst; der kränkelnde Frank Briscoe; der egozentrische Theaterdramatiker Gustave Pardee mit seiner Frau Lilian; Humphrey Agnew, der glaubt, der mitfliegende Ken Childs habe eine Affäre mit seiner Frau; Sally McKee, eine Braut auf dem Weg zu ihrem Bräutigam; der Fischer José Lacota; das ausgelassene Ehepaar Ed und Clara Joseph; und Toby Field, einem jungen Knaben, der ohne Begleitung Erwachsener auf der Reise ist und in der Kabine die ganze Zeit schläft.
Die Besatzung besteht aus Flugkapitän John Sullivan und dem älteren Dan Roman, der einige Jahre zuvor bei einem Flugunfall, bei dem er selbst als Käpt’n am Steuer saß, seine Frau und sein einziges Kind verloren hat. Seitdem fliegt er nur noch als Erster Offizier. Ferner befinden sich noch der junge und noch recht vorlaute Zweite Offizier Hobie Wheeler und der Navigationsoffizier Lenny Wilby vorn im Cockpit. Wilby ist seiner daheim weilenden jungen Ehefrau in blinder Liebe zugetan, wobei er nicht merkt, dass diese ihn nur verachtet. In der Kabine tut die junge Stewardess Miss Spalding Dienst.
Unterwegs bemerkt die Besatzung zeitweise auftretende außergewöhnliche Vibrationen. Alle anderen Menschen an Bord bemerken zunächst nichts. Käpt’n Sullivan stellt schließlich fest, dass das technische Problem sich von Triebwerk Nr. 1, dem äußeren Motor auf der linken Tragfläche, anbahnt. Noch ehe die Crew Maßnahmen ergreifen kann, explodiert das Triebwerk, genau in dem Augenblick, in dem der eifersüchtige Agnew seinen vermeintlichen Rivalen Childs zur Rede stellt und eine mitgebrachte Pistole ziehen will. Bei der Explosion wird der Propeller von Motor 1 abgerissen und schlägt Löcher in die benachbarten Benzintanks in der Tragfläche. Der Motor hängt schief in der Triebwerksgondel. Mit Hilfe eines in der Nähe fahrenden Frachtschiffs wird die US-Küstenwache alarmiert, die sich mit einer Rettungsstaffel bereithält.
Der Point of no return, der Punkt, an dem die Maschine mehr als die Hälfte der Strecke zurückgelegt hat und keine Umkehr mehr möglich ist, liegt bereits hinter ihnen. Das ganze Gepäck wird über Bord geworfen; zunächst sieht es so aus, als ob die Maschine trotz des Treibstoffverlustes die US-Westküste noch erreichen kann, doch dann stellt Wilby entsetzt fest, dass er, wohl in der Atmosphäre der Angst, die Entfernung falsch berechnet hat, und muss Käpt’n Sullivan mitteilen, dass ein Erreichen des Festlands fast ausgeschlossen ist. Nun verliert auch dieser allmählich die Nerven und lässt eine Notwasserung vorbereiten. Doch jetzt ist die Stunde für Dan Roman gekommen: er drosselt die noch laufenden Motoren, um Treibstoff zu sparen und die Maschine doch noch zum Flughafen zu bringen. Als Sullivan dadurch voll in Panik gerät, bringt ihn Roman zunächst mit ruhigen Worten, dann aber auch mit ein paar Faustschlägen wieder zur Besinnung.
Während die Passagiere in der Kabine mit ihrem Schicksal hadern, schaffen es die Piloten, buchstäblich mit den letzten Tropfen Sprit, die Maschine in Frisco zu landen. Der dortige Flugleiter der TOPAC ahnt, dass es das Verdienst von Roman war, und murmelt ihm seine Anerkennung hinterher, während dieser zum Schluss pfeifend in die Dunkelheit hinausschlendert.

## Hintergrund
Spencer Tracy wollte die ihm angebotene Rolle des Dan Roman nicht annehmen, da er mit der Arbeitsweise von Regisseur William A. Wellman nicht einverstanden war. Der junge Toby Field, der die Turbulenzen des Flugzeugs verschläft, wurde von Michael Wellman, dem Sohn des Regisseurs, gespielt. Der spätere Regisseur Andrew V. McLaglen arbeitete für diesen Film als Regie-Assistent.
Die im Film verwendete Douglas DC-4 war der Flugzeugtyp, welcher der Maschine in der Detailbeschreibung der Romanvorlage am nächsten kam und die Ernest K. Gann, der dieses Muster als Berufspilot bei der Transocean Air Lines (TALOA) flog, beim Verfassen wohl als Vorbild nahm. Die Typenbezeichnung wird weder im Buch noch im Film genannt. Die DC-4 war zwar ein in den 1950er Jahren noch moderner, aber gerade für derartig lange Überseestrecken nicht mehr der ideale Flugzeugtyp. Sie hatte im Gegensatz zu den damals moderneren Maschinen noch keine Druckkabine und konnte deswegen nicht sehr hoch und nicht sehr schnell fliegen. Für die 4000 km lange Strecke von Hawaii nach Kalifornien benötigte sie etwa zwölf Stunden und fast ihre komplette Treibstoffkapazität. Für die Dreharbeiten wurden Flugzeuge der Transocean Air Lines genutzt.
Der in Farbe und in Cinemascope gedrehte Film ist einer der ersten Katastrophenfilme, die das Thema Flugzeug behandeln. Er war so erfolgreich, dass er ein eigenes Subgenre mit der Thematik „Flugzeug in Not“ innerhalb der Katastrophenfilme begründete. Auch bei den Ausstrahlungen im US-amerikanischen Fernsehen war der Film sehr erfolgreich.
Da John Wayne’s Batjac sämtliche Rechte an diesem Film sowie Das letzte Signal, Man nennt mich Hondo und MacLintock behielt und diese Streifen in den 1980er Jahren zudem restaurierungsbedürftig waren, wurde Es wird immer wieder Tag zwischen 1985 und 2005 nicht mehr vermarktet. Waynes Sohn Michael Wayne ließ zunächst Hondo und MacLintock restaurieren. Das Filmmaterial der anderen beiden Filme wies derart schwere Schäden auf, sodass es erst nach Michaels Tod auf Betreiben von John Waynes Schwiegertochter Gretchen mit modernster Technik aufgearbeitet und im August 2005 von Paramount Home Entertainment als eine Special Collector’s Edition auf DVD herausgegeben wurde.

## Kritiken
Das Lexikon des internationalen Films meinte, der Film erzähle, „wie sich die Charaktere und Temperamente in der psychologischen Ausnahmesituation offenbaren“. Entstanden sei ein „[g]ut gemachter Psycho-Thriller mit starker innerer Dramatik, der eine Menge (meist schwächere) Nachahmer fand“.

## Auszeichnungen
Der Film wurde 1955 mit dem Oscar in der Kategorie Beste Filmmusik ausgezeichnet. Nominiert war er zudem in den Kategorien Beste Regie, Beste Nebendarstellerin, Bester Schnitt und Bester Song (The High and the Mighty). Als Beste Nebendarstellerin war dabei sowohl Jan Sterling als auch Claire Trevor nominiert. Bei der Verleihung der Golden Globe Awards 1955 erhielt Sterling den Golden Globe als Beste Nebendarstellerin, Karen Sharpe wurde als Beste Nachwuchsdarstellerin ausgezeichnet.

## Synchronisation
| Rolle           | Darsteller              | Synchronsprecher      |
| --------------- | ----------------------- | --------------------- |
| Dan Roman       | John Wayne              | Heinz Engelmann       |
| John Sullivan   | Robert Stack            | Horst Niendorf        |
| Lenny Wilby     | Wally Brown             | Wolfgang Eichberger   |
| Hobie Whealer   | William Campell         | Herbert Stass         |
| May Holst       | Claire Trevor           | Alice Treff           |
| Lydia Rice      | Laraine Day             | Tilly Lauenstein      |
| Sally McBride   | Jan Sterling            | Eleonore Noelle       |
| Ken Childs      | David Brian             | Curt Ackermann        |
| Donald Flaherty | Paul Kelly              | Friedrich Joloff      |
| Humphrey Agnew  | Sidney Blackmer         | Wolf Martini          |
| Howard Rice     | John Howard             | Ernst von Klipstein   |
| Gustave Pardee  | Robert Newton           | Walther Suessenguth   |
| Alsop           | Douglas Fowley          | Peter Petersz         |
| Lilian Pardee   | Julie Bishop            | Elisabeth Ried        |
| Gonzales        | Pedro Gonzalez Gonzalez | Hugo Schrader         |
| Jose Locota     | John Qualen             | Alfred Balthoff       |
| Frank Briscoe   | Paul Fix                | Kurt Vespermann       |
| Boyd            | Douglas Kennedy         | Axel Monjé            |
| Tim Garfield    | Regis Toomey            | Siegfried Schürenberg |